# Beauty Behind the Madness
Beauty Behind the Madness es el segundo álbum de estudio del cantante canadiense The Weeknd. Republic Records y XO lo lanzaron alrededor del mundo el 28 de agosto de 2015 como descarga digital. El álbum presenta apariciones especiales de Labrinth, Ed Sheeran y Lana Del Rey, con una producción manejada por el propio The Weeknd, Stephan Moccio, DaHeala, Illangelo, Ben Billions, DannyBoyStyles, Max Martin y Ali Payami, entre otros.
«Often», «The Hills», «Can't Feel My Face», «In the Night», y «Acquainted» apoyaron el lanzamiento del álbum. «The Hills» y «Can't Feel My Face» alcanzaron el número uno en el Billboard Hot 100 de los Estados Unidos. El álbum también incluye «Earned It», la canción nominada al Premio de la Academia a la «Mejor canción original», que se lanzó como un sencillo de la banda sonora de Fifty Shades of Grey.
Beauty Behind the Madness recibió comentarios generalmente positivos de los críticos, además debutó en el número uno en varios países, incluidos los Estados Unidos y el Reino Unido, y en su primera semana registró ventas por 412 000 unidades, además del streaming. Según la Federación Internacional de la Industria Fonográfica, se convirtió en el décimo álbum más vendido de 2015, con 1.5 millones de copias en todo el mundo.

## Antecedentes y lanzamiento
Desde el lanzamiento de su álbum debut, The Weeknd ha contribuido en diversas bandas sonoras, así como también ha colaborado con otros artistas. El intérprete participó en la banda sonora de The Hunger Games: Catching Fire, en las canciones «Elastic Heart», al lado de Sia y el disc jockey Diplo, y «Devil May Cry». El tema «Elastic Heart» se lanzó como sencillo de la banda sonora y alcanzó la posición siete en Nueva Zelanda, donde ganó disco de oro. El artista además, participó en la canción «Love Me Harder» de Ariana Grande, como compositor y artista invitado, dicho tema se convirtió en un éxito comercial.
El 26 de junio de 2014, The Weeknd anunció que encabezaría la gira de conciertos King of the Fall tour —un minitour por Norteamérica en septiembre y octubre de 2014— Como actos de apoyo, se confirmaron a Jhené Aiko y ScHoolboy Q. Dicho anunció se efectuó un día después de que el artista lanzó su sencillo «Often» en su cuenta de SoundCloud, que produjo una especulación de que durante el tour se conocería más material de él. El 23 de diciembre de 2014, el artista lanza el sencillo «Earned It», para la banda sonora de Fifty Shades of Grey. El tema alcanzó la tercera posición en la lista Billboard Hot 100 de Estados Unidos, y la cuarta casilla en Reino Unido, convirtiéndose en un éxito comercial.
El 5 de julio de 2015, Ed Sheeran reveló a Beats 1, que estaba trabajando con The Weeknd en su próximo álbum. Sheeran dijo que: «Kanye West, haría una colaboración en el álbum». El 9 de julio, The Weeknd anunció que su segundo álbum se llamaría Beauty Behind the Madness, mientras compartía la portada en Twitter. El 28 de agosto de 2015, se lanzó el álbum en todo el mundo por medio de las compañías discográficas XO y Republic Records.

## Recepción

### Comentarios de la crítica
Beauty Behind the Madness recibió reseñas favorables por parte de los críticos musicales. En Metacritic el álbum obtuvo una calificación promedio de 74 de 100, basada en veintiséis reseñas, lo que indica «críticas generalmente favorables». En AnyDecentMusic? consiguió una puntuación de 6.9 sobre 10 basada en veintidós reseñas, mientras que la página Kritiker, sitio que recopila críticas de Suecia, tiene una puntuación de 3.6 de 5, lo que indica «críticas favorables en general».
Andy Kellman, editor del sitio web Allmusic, le dio al álbum tres estrellas, de cinco, este llamó —al álbum—  música R&B y pop como «la paella de la guarida de la medicina: la degradación química y sexual, el autoaborrecimiento y la beligerancia ensimismada». El editor concluye al decir que La zancada comercial es obvia y que los progresos creativos son menos aparentes, obstruidos por algunas medidas poco atractivas, pero que están en allí. Por otro lado, Sheldon Pearce del diario The A.V. Club escribió que con el álbum, The Weeknd crea con éxito el «espacio para el autodescubrimiento fuera de un coma médico, conciliando quién es y siempre ha sido cómo sus admiradores y críticos creen es». Este termina alegando que las canciones encapsulan a Beauty Behind the Madness como un «crossover hit», que cierra cuidadosamente y con maestría el hueco entre la percepción de The Weeknd y su realidad. Greg Kot del periódico estadounidense Chicago Tribune alabó al álbum dándole tres estrellas y media, de cuatro, este dijo que el mayor logro de The Weeknd en su último álbum es hacer que su pop sea menos oscuro. El editor afirma que el intérprete ya no es una persona solitaria misteriosa, subterránea, sino una «estrella del pop una quien convierte sus defectos venenosos en ganchos».
Jim Farber de Daily News, le otorgó al álbum tres estrellas, de cinco, este reconoce que el artista elabora las melodías, amplia las medidas, se apresura el paso en sitios y «hasta contrata a escritores tan amistosos con la música pop como Max Martin», mientras que al mismo instante se mantiene como un hombre «tanto sexualmente voraz como atormentado por los remordimientos de conciencia». Farber afirma que la música de The Weeknd se asemeja a la de Pink Floyd, pero urbanizada, ya que emplea «squawls de guitarras de arena de rock en sitios estratégicos, añade el vigor a las cuerdas y trae más efectos sonoros». Kyle Anderson de Entertainment Weekly calificó con una B al álbum, mientras dijo que The Weeknd es un «artista irresistible». Además refirió que su talento es indiscutible, una vez que totalmente lo enjaeza, «realmente será peligroso».

#### Reconocimientos
| Publicación        | Lista                               | Posición | Ref.   |
| ------------------ | ----------------------------------- | -------- | ------ |
| Billboard          | 25 Best Albums of 2015              | 9        | [ 28 ] |
| Complex            | The Best Albums of 2015             | 23       | [ 29 ] |
| Digital Spy        | The 25 Best Albums of 2015          | 17       | [ 30 ] |
| The New York Times | The Best Albums of 2015 (Carmanica) | 2        | [ 31 ] |
| Mojo               | Top 50 Albums of 2015               | 45       | [ 32 ] |
| NME                | NME's Albums Of The Year 2015       | 19       | [ 33 ] |
| Rolling Stone      | 50 Best Albums of 2015              | 5        | [ 34 ] |

#### Premios
| Año  | Ceremonia                          | Categoría                        | Resultado | Ref.   |
| ---- | ---------------------------------- | -------------------------------- | --------- | ------ |
| 2015 | American Music Awards              | Favorite Soul/R&B Album          | Ganador   | [ 35 ] |
| 2016 | NAACP Image Awards                 | Outstanding Album                | Nominado  | [ 36 ] |
| 2016 | 58.ª edición de los Premios Grammy | Mejor álbum urbano contemporáneo | Ganador   | [ 37 ] |
| 2016 | 58.ª edición de los Premios Grammy | Álbum del año                    | Nominado  | [ 37 ] |

### Recibimiento comercial

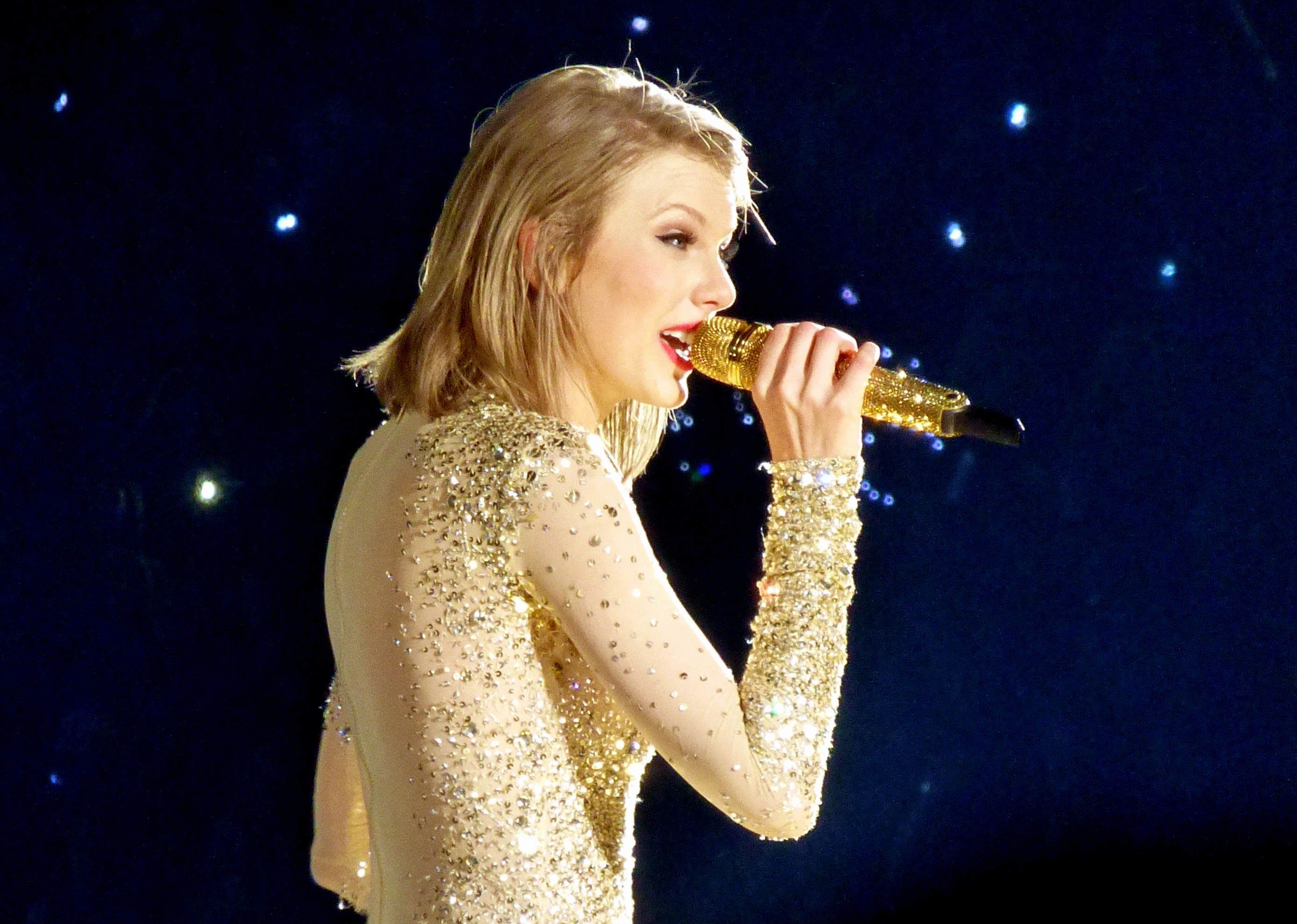
Beauty Behind the Madness se convirtió en el primer álbum del 2015 en durar tres semanas seguidas en la cima de la lista de álbumes de Estados Unidos, desde 1989 de Taylor Swift.

En Estados Unidos, Beauty Behind the Madness debutó en la primera posición de Billboard 200, en la entrega del 19 de septiembre de 2015, con ventas de 412 000 copias, de las cuales 326 000 fueron de ventas tradicionales. Con esto se convirtió en el segundo lanzamiento debut más vendido del 2015, solo detrás de If You're Reading This It's Too Late de Drake, quien debutó con 535 000 copias. Asimismo debutó en la primera posición del conteo Top R&B/Hip-Hop Albums. En su segunda semana, mantuvo la primera posición de Billboard 200, esta vez, vendió 77 000 copias tradicionales, mientras que registró en total 145 000 copias, lo que significa un descenso del 65 % en ventas, con respecto a la semana anterior. El álbum se posicionó por una semana más como el más vendido de Estados Unidos, por lo que se convierte en el primer álbum del 2015 en durar tres semanas seguidas en lo alto de la cima, desde que 1989 de Taylor Swift lo lograra a comienzos de año. Hasta la fecha, el álbum ha comercializado en ese país 837 000 copias, por lo que la Recording Industry Association of America (RIAA) le otorgó dos discos de platino. En su natal Canadá, el álbum vendió en su semana de estreno 35 000 copias, debutando así en la primera posición de Canadian Albums, lo que lo convierte en la tercera mejor semana en ventas del año, detrás de Wilder Mind de Mumford & Sons y If You're Reading It's Too Late de Drake. Así se convierte en el quinto acto canadiense en tener la primera posición de la lista en lo que va corrido del año.
En Europa, tuvo un buen desempeño comercial. En Alemania, el álbum figuró entre los diez más vendidos de la semana en la lista de Media Control Charts al debutar en la séptima posición, misma que alcanzó en la lista de Austria. Por su parte, también ingresó a los diez primeros en Bélgica, en los listados de Ultratop de Flandes y Valonia, en la segunda y décima posición, respectivamente. En Noruega, debutó directamente a la primera posición de la VG-lista, y se mantuvo en ella otra semana, luego de descender a la segunda posición, en Suecia, la alcanzó dos semanas después, en ambos países certificó disco de oro por sus organismos respectivos. Beauty Behind the Madnes debutó en el top diez de la lista de álbumes en Dinamarca, Francia, Irlanda, Países Bajos, Portugal y Suiza. En Reino Unido, Beauty Behind the Madness debutó en la primera posición del listado UK Albums Chart de la Official UK Charts Company, esto tras vender 34 819 en su primera semana de lanzamiento. Simultáneamente, debutó en la primera posición de la lista de álbumes de R&B y en la tercera posición en Escocia. Más adelante, la British Phonographic Industry (BPI) le concedió un disco de oro por cien mil copias.
En Asia, el álbum ingresó a la posición sesenta de la lista de álbumes de Corea del Sur, mientras que en la internacional se ubicó en la octava casilla. Entre tanto en Oceanía, el álbum debutó en el primer lugar de la ARIA Albums Chart de Australia,manteniéndose en el top diez hasta la fecha. Mientras que en Nueva Zelanda alcanzó la segunda posición, de Recorded Music NZ.
Durante el 2015, Beauty Behind the Madness vendió 1.5 millones de copias globalmente, siendo el décimo álbum más vendido de ese año, de acuerdo a la Federación Internacional de la Industria Fonográfica.

## Sencillos
El sencillo principal del álbum «Often» se lanzó vía descarga digital en Estados Unidos el 31 de julio de 2014. Tuvo un moderado desempeño en listas, ya que solo se ubicó en la posición sesenta y nueve en Canadá, en la cincuenta y nueve de Estados Unidos y en la sesenta y cinco en Reino Unido.
El siguiente material promocional, titulado «The Hills» se lanzó en Estados Unidos el 26 de mayo de 2015. En Estados Unidos, el sencillo tuvo una lenta aceptación comercial, puesto que logró la primera posición de Billboard Hot 100 mucho tiempo después de su lanzamiento, e incluso al reemplazar al sencillo posterior del artista, siendo el primer artista que logra tal hazaña desde que Taylor Swift lo lograra en el 2014. Hasta la fecha, «The Hills» ha vendido 1 269 348 copias solo en Estados Unidos y permaneció seis semanas consecutivas en la primera posición.
El tercer sencillo llamado «Can't Feel My Face» se lanzó el 8 de junio de 2015. El tema contó con una exitosa recepción comercial: Se ubicó en la primera posición de Billboard Hot 100 y permaneció allí por tres semanas no consecutivas, hasta que «The Hills» —sencillo también de él— lo reemplazara. En otros países, conquistó el top 10, como en Australia, Canadá, Francia, Irlanda, Italia, Noruega, Nueva Zelanda, Países Bajos y Reino Unido.

### Otras canciones
| Canción                       | Posiciones | Posiciones | Posiciones | Posiciones | Posiciones | Posiciones | Posiciones | Posiciones |
| Canción                       | CAN        | EUA        | R&B        | FRA        | IRL        | RU         | R&B        | SUE        |
| ----------------------------- | ---------- | ---------- | ---------- | ---------- | ---------- | ---------- | ---------- | ---------- |
| «Dark Times» (con Ed Sheeran) | —          | 93         | 35         | —          | —          | 99         | 67         | 70         |
| «Real Life»                   | 69         | 62         | 23         | —          | 84         | 72         | 14         | 63         |
| «Losers» (con Labrinth)       | 88         | 85         | 31         | —          | —          | 91         | 24         | 72         |
| «Prisoner» (con Lana Del Rey) | 51         | 47         | 16         | 113        | —          | 78         | 19         | 95         |
| «Shameless»                   | 100        | 79         | 27         | —          | —          | —          | —          | —          |
| «In the Night»                | —          | 12         | 36         | —          | —          | —          | —          | —          |
| «Angel»                       | —          | 102        | 38         | —          | —          | —          | —          | —          |
| «As You Are»                  | —          | 106        | 42         | —          | —          | —          | —          | —          |

## Lista de canciones
- Edición estándar

| Beauty Behind the Madness |                                       | |                                                                    |          |  |
| N.º                       | Título                                | Escritor(es) | Productor(es)                                                      | Duración |  |
| 1.                        | «Real Life»                           | Abel Tesfaye · Jason Quenneville · Stephan Moccio                                                                | The Weeknd · Quenneville · Moccio                                  | 3:43     |  |
| 2.                        | «Losers» (con Labrinth)               | Tesfaye · Timothy McKenzie · Carlo Montagnese                                                                    | The Weeknd · Illangelo · Labrinth                                  | 4:41     |  |
| 3.                        | «Tell Your Friends»                   | Tesfaye · Robert Holmes · Christopher Pope · Carl Marshall · Montagnese · Kanye West                             | Che Pope · West · Illangelo · Mike Dean                            |          |  |
| 4.                        | «Often»                               | Tesfaye · Quenneville · Ahmad Balshe · Danny Schofield · Sabahattin Ali · Ben Diehl · Ali Kocatepe · Osman İşmen | The Weeknd · Billions · Quenneville                                | 4:09     |  |
| 5.                        | «The Hills»                           | Tesfaye · Montagnese · Emmanuel Nickerson · Balshe                                                               | Million Dolar Mano · Illangelo                                     | 4:02     |  |
| 6.                        | «Acquainted»                          | Tesfaye · Quenneville · Schofield · Montagnese · Diehl                                                           | The Weeknd · Illangelo · Billions · Quenneville · Danny Boy Styles | 5:48     |  |
| 7.                        | «Can't Feel My Face»                  | Ali Payami · Savan Kotecha · Max Martin · Tesfaye · Peter Svensson                                               | Martin · Payami                                                    | 3:33     |  |
| 8.                        | «Shameless»                           | Tesfaye · Svensson · Kotecha · Payami · Balshe                                                                   | Martin · Payami · Svensson · The Weekend                           | 4:13     |  |
| 9.                        | «Earned It» (de Fifty Shades of Grey) | Tesfaye · Moccio · Quenneville · Balshe                                                                          | Moccio · Quenneville                                               | 4:37     |  |
| 10.                       | «In the Night»                        | Tesfaye · Balshe · Payami · Kotecha · Svensson · Martin                                                          | Martin · Payami · The Weeknd                                       | 3:55     |  |
| 11.                       | «As You Are»                          | Tesfaye · Balshe · Schofield · Quenneville · Montagnese                                                          | The Weeknd · Illangelo · Quenneville · Boys Styles                 | 5:40     |  |
| 12.                       | «Dark Times» (con Ed Sheeran)         | Tesfaye · Quenneville · Ed Sheeran                                                                               | Illangelo                                                          | 4:20     |  |
| 13.                       | «Prisoner» (con Lana Del Rey)         | Tesfaye · Elizabeth Grant · Montagnese                                                                           | Illangelo · The Weeknd                                             | 4:34     |  |
| 14.                       | «Angel»                               | Tesfaye · Moccio · Schofield · Diehl                                                                             | The Weeknd · Moccio · Boy Styles                                   | 6:17     |  |
| 65:24                     |                                       | |                                                                    |          |  |

Notas
- «Tell Your Friends» usa el sample de «Can't Stop Loving You» de Soul Dog.
- «Angel» cuenta con la participación vocal sin acreditar de la cantante estadounidense Maty Noyes y usa el sample del pre-coro de «My Way» de Fetty Wap con Monty.

## Listas de popularidad

### Semanales
| América           |                                 |    |
| Canadá            | Canadian Albums                 | 1  |
| Estados Unidos    | Billboard 200                   | 1  |
| Estados Unidos    | Digital Albums                  | 1  |
| Estados Unidos    | Tastemaker Albums               | 2  |
| Estados Unidos    | Top Album Sales                 | 1  |
| Estados Unidos    | Top R&B/Hip-Hop Albums          | 1  |
| Asia              |                                 |    |
| Corea del Sur     | Gaon Albums Chart               | 59 |
| Corea del Sur     | Gaon International Albums Chart | 8  |
| Taiwán            | Taiwanese Albums Chart          | 4  |
| Europa            |                                 |    |
| Alemania          | German Albums Chart             | 7  |
| Austria           | Top 75 Longplay                 | 7  |
| Bélgica (Flandes) | Ultratop 50                     | 2  |
| Bélgica (Valonia) | Ultratop 40                     | 10 |
| Dinamarca         | Danish Top 40 Albums            | 2  |
| Escocia           | Scottish Albums Chart           | 3  |
| España            | Top 100 Álbumes                 | 23 |
| Finlandia         | Finnish Top 40 Albums           | 12 |
| Francia           | French Albums Chart             | 6  |
| Grecia            | Top 75 Albums Sales Chart       | 38 |
| Irlanda           | Irish Albums Chart              | 2  |
| Italia            | FIMI Albums Chart               | 21 |
| Noruega           | Album Top 40                    | 1  |
| Países Bajos      | Dutch Albums Top 100            | 2  |
| Polonia           | Polish Albums Chart             | 21 |
| Portugal          | Portuguese Top 30 Albums        | 7  |
| Reino Unido       | UK Albums Chart                 | 1  |
| Reino Unido       | UK R&B Albums Chart             | 1  |
| Suecia            | Swedish Albums Top 60           | 1  |
| Suiza             | Swiss Albums Top 75             | 4  |
| Oceanía           |                                 |    |
| Australia         | ARIA Albums Chart               | 1  |
| Nueva Zelanda     | New Zealand Albums Chart        | 2  |

#### Sucesión en listas
| Predecesor: Inmortalized de Disturbed                                        | ARIA Albums Charts — Álbum número uno 7 de septiembre de 2015 — 14 de septiembre de 2015                                                | Sucesor: WILD de Troye Sivan                                                |
| Predecesor: Inmortalized de Disturbed                                        | Canadian Albums — Álbum número uno 19 de septiembre de 2015 — 3 de octubre de 2015                                                      | Sucesor: That's The Spirit de Bring Me the Horizon                          |
| Predecesor: Immortalized de Disturbed                                        | Billboard 200 — Álbum número uno 19 de septiembre de 2015 — 10 de octubre de 2015                                                       | Sucesor: What a Time to Be Alive de Drake y Future                          |
| Predecesor: Compton de Dr. Dre                                               | R&B/Hip-Hop Albums — Álbum número uno 19 de septiembre de 2015 — 10 de octubre de 2015                                                  | Sucesor: What a Time to Be Alive de Drake y Future                          |
| Predecesor: Everything is 4 de Jason Derulo The Book of Souls de Iron Maiden | Album Top 40 — Álbum número uno 10 de septiembre de 2015 — 16 de septiembre de 2015 22 de septiembre de 2015 — 29 de septiembre de 2015 | Sucesor: The Book of Souls de Iron Maiden Rattle That Lock de David Gilmour |
| Predecesor: I Cry When I Laugh de Jess Glynne                                | UK Albums Charts — Álbum número uno 4 de septiembre de 2015 — 11 de septiembre de 2015                                                  | Sucesor: The Book of Souls de Iron Maiden                                   |
| Predecesor: Compton de Dr. Dre                                               | UK R&B Albums Charts — Álbum número uno 4 de septiembre de 2015 — 25 de septiembre de 2015                                              | Sucesor: What a Time to Be Alive de Drake y Future                          |
| Predecesor: Meliora de Ghost                                                 | Swedish Albums Top 60 — Álbum número uno 18 de septiembre de 2015 — 25 de septiembre de 2015                                            | Sucesor: Rattle That Lock de David Gilmour                                  |

### Anuales
| País              | Lista                    | Mejor posición |
| 2015              | 2015                     | 2015           |
| ----------------- | ------------------------ | -------------- |
| Bélgica (Flandes) | Ultratop Albums Chart    | 89             |
| Canadá            | Canadian Albums          | 9              |
| Dinamarca         | Danish Album Top-100     | 33             |
| Estados Unidos    | Billboard 200            | 13             |
| Estados Unidos    | Digital Albums           | 5              |
| Estados Unidos    | Top R&B/Hip-Hop Albums   | 5              |
| Nueva Zelanda     | New Zealand Albums Chart | 46             |
| Países Bajos      | Dutch Albums Top 100     | 82             |
| 2016              |                          |                |
| Australia         | Australian Albums        | 50             |
| Australia         | Australian Urban Albums  | 8              |
| Canadá            | Canadian Albums          | 5              |
| Dinamarca         | Danish Album Top-100     | 15             |
| Estados Unidos    | Billboard 200            | 9              |
| Estados Unidos    | Digital Albums           | 24             |
| Estados Unidos    | Top R&B/Hip-Hop Albums   | 4              |
| Países Bajos      | Dutch Albums             | 54             |
| Francia           | French Albums Chart      | 93             |
| Nueva Zelanda     | New Zealand Albums       | 34             |
| Suecia            | Swedish Albums           | 19             |
| Reino Unido       | UK Albums                | 37             |
| 2017              |                          |                |
| Dinamarca         | Danish Albums            | 40             |
| Estados Unidos    | Billboard 200            | 47             |
| Estados Unidos    | Top R&B/Hip-Hop Albums   | 26             |
| Nueva Zelanda     | New Zealand Albums Chart | 44             |
| Suecia            | Swedish Albums           | 42             |
| 2018              |                          |                |
| Dinamarca         | Danish Albums            | 90             |
| Estados Unidos    | Billboard 200            | 81             |
| Estados Unidos    | Top R&B/Hip-Hop Albums   | 86             |
| Suecia            | Swedish Albums           | 60             |

### Década
| País           | Lista         | Mejor posición |
| 2010-2019      | 2010-2019     | 2010-2019      |
| -------------- | ------------- | -------------- |
| Estados Unidos | Billboard 200 | 36             |

## Certificaciones
| País                                      | Organismo certificador                    | Certificación                             | Ventas certificadas | Ref.           |
| ----------------------------------------- | ----------------------------------------- | ----------------------------------------- | ------------------- | -------------- |
| Australia                                 | ARIA                                      | Platino                                   | 70 000              | [ 124 ]        |
| Austria                                   | IFPI Asutria                              | Oro                                       | 7500                | [ 125 ]        |
| Brasil                                    | ABPD                                      | Platino                                   | 40 000              | [ 126 ]        |
| Canadá                                    | CRIA                                      | 2× Platino                                | 320 000             | [ 127 ]        |
| Chile                                     | IFPI — Chile                              | Oro                                       | 5000                | [ 128 ]        |
| Dinamarca                                 | IFPI — Dinamarca                          | 2× Platino                                | 40 000              | [ 129 ]        |
| Estados Unidos                            | RIAA                                      | 3× Platino                                | 1 230 000           | [ 43 ] [ 131 ] |
| México                                    | AMPROFON                                  | Platino + Oro                             | 90 000              | [ 132 ]        |
| Noruega                                   | IFPI — Noruega                            | Oro                                       | 15 000              | [ 51 ]         |
| Reino Unido                               | BPI                                       | Platino                                   | 300 000             | [ 57 ]         |
| Polonia                                   | ZPAV                                      | Platino                                   | 20 000              | [ 133 ]        |
| Suecia                                    | GLF                                       | Platino                                   | 40 000              | [ 52 ]         |
| Total de ventas certificadas en 12 países | Total de ventas certificadas en 12 países | Total de ventas certificadas en 12 países | 2 741 730           | [ n. 6 ]       |

## Historial de lanzamiento
| País | Fecha                | Formato               | Edición  | Discográfica  | Ref.  |
| ---- | -------------------- | --------------------- | -------- | ------------- | ----- |
|      | 28 de agosto de 2015 | CD · descarga digital | Estándar | XO · Republic | [ 3 ] |